# Eduardo Úrculo
Eduardo Úrculo   (Santurtzi, 21 de setembre de 1938 - Madrid, 31 de març de 2003) va ser un pintor i escultor basc.

## Biografia
En 1941, els problemes econòmics que patia la família fan necessari el seu trasllat a la localitat  asturiana de Sama, que oferia oportunitats gràcies a la conca minera asturiana.
Després d'uns curts estudis mitjans iniciats a 1948 i abandonats quatre anys més tard, es veu obligat per les circumstàncies familiars a posar-se a treballar com a ajudant de topografia en una empresa minera. Aquests anys van néixer a Eduardo l'interès pel dibuix i li van permetre conèixer l'obra de pintors com Henri de Toulouse-Lautrec, Vincent Van Gogh o Amedeo Modigliani.
En 1954, cau malalt d'hepatitis, cosa que l'obliga a romandre al llit molt de temps, el qual empra l'estudi del dibuix i la pintura. Quan recanvi s'incorpora al seu treball, comença també una nova faceta com a pintor, utilitzant les cases, els racons i els carrers de la seva vila adoptiva. Tota l'experiència acumulada i els treballs realitzats van portar a la seva primera exposició individual, que va tenir lloc a 1957 al veí poble de La Felguera (Astúries).
És a partir d'aquesta exposició i de començar a dibuixar còmics per al suplement dominical del diari asturià "La Nueva España" en 1957, que aconsegueix, l'Ajuntament de Llangréu, una beca que li permet traslladar-se a Madrid, per assistir a classes al Cercle de Belles Arts ia l'Escola Nacional d'Arts Gràfiques. Aquest temps de residència a Madrid el fa servir a pintar el pobre ambient de les fàbriques i els suburbis amb una clara intenció de denúncia. Els crítics han considerat que aquesta etapa en l'obra artística d'Úrculo és una etapa de "pintura social” o «expressionisme social».
En 1959 Eduardo aconsegueix un dels seus somnis, viatjar a París, on a més de rebre classes en  La Gran Chaumière de Montparnasse, va poder visitar els grans museus i exposicions d'art de la capital francesa. És en aquest moment quan exposa la seva obra "Mineros de Asturias" a París.
De tornada a Oviedo, en el mateix any 1959, coneix a Jesús Díaz Zuco, amb qui comparteix un estudi a Oviedo i treballen junts en obres com ara el mosaic en gresitte de 35 metres quadrats per a l'empresa Alsa. També en 1959, participa en una exposició col·lectiva a l'aire lliure, celebrada a La Escandalera d'Oviedo pel grup La Estrada en què participen també Maria Antònia Salomé, Merche Gómez Morán, Jesús Díaz i Adolfo Bartholomé.
En 1960 ha de fer el llavors obligatori servei militar, la qual cosa li suposa conèixer primer el Sàhara Occidental i després les Illes Canàries, on va conèixer i va fer amistat amb l'artista  surrealista Eduardo Westerdahl, que a més li va influir a l'hora de pintar una sèrie d'obres abstractes que constituiran les úniques de la seva carrera.
En 1961 exposa a Marbella i coneix a Jean Cocteau, i també participa en la mostra Testimonis de l'art abstracte que organitzava Eduardo Westerdahl al Cercle de Belles Arts de Tenerife.
Aquest mateix any torna a Madrid on treballa a la secció de fimlets dels estudis Moro. També viatja novament a París on coincideix amb Maud i Westerdahl, coneixent Alberto Giacometti, Man Ray i Max Ernst en una exposició de Tal Coat a la galeria Maeggth.
En 1963 exposa a la Galeria Quixote i torna a Madriddonde es dedica a il·lustrar contes que es publiquen a la Revista Triunfo i a realitzar escenografia de l'obra teatral de Lauro Olmo, "La Camisa" que es va estrenar Gijón interpretada pel grup de cambra La Màscara.
Al febrer de 1962 va tornar de nou a París, on va tornar l'expressionisme figuratiu i als temes de fons social que li havien caracteritzat en els seus inicis.
Es va casar en primeres núpcies amb la francesa Annie Chanvallon, amb qui va tenir un fill, Yoann.
En 1966, després d'una crisi creativa que li suposa l'abandonament de la «pintura social», s'instal·la a Eivissa.
Aquesta fase crítica acaba quan en un viatge que realitza a 1967 pel nord d'Europa, quan exposa a Copenhaguen, viatja a Alemanya, Dinamarca i Suècia. És llavors quan descobreix l'obra de Andy Warhol, Roy Lichtenstein i Robert Rauschenberg entre d'altres, de manera que el nou llenguatge creatiu que va buscar a Eivissa el va trobar a Suècia i té també els seus primers contactes amb el pop-art americà, exposant en San Francisco (Califòrnia) i més tard a Oviedo (a la galeria Benedet).
En 1968, participa en la Primera Biennal de la pintura asturiana celebrada a Gijón. Torna a Madrid en el mateix any, mentre que en 1969 exposa a Frankfurt i a la galeria Altamira de Gijón; participa també en la mostra col·lectiva Figurative painters in Spain Today que recorre els Estats Units.
En 1970, realitza una col·lectiva amb els seus amics Eduardo Sanz i Alberto Gómez, a la Galeria Ivan Spence. També participa en la Biennal Hispanoamericana d'art, però la seva obra és retirada a Medellín-Colòmbia per considerar-la un atemptat contra la moral i els bons costums.
Entra a partir d'aquest moment a seguir les pautes del  pop art, abandonant per això l'oli per l'acrílic i començant a utilitzar una paleta de colors molt més càlida, aproximant-se al món de la publicitat i el còmic. Temàticament es produeix una evolució; el cos femení esdevé el centre, tant sencer com fragmentat i representant suggerents posicions, la qual cosa va fer que es considerés aquesta etapa de la seva creació artística com l'"època eròtica".
En 1975 i al mateix temps que la seva dona està embarassada, Eduardo va ampliar i enriquir el seu repertori iconogràfic amb un nou element, la vaca, que serà símbol de fertilitat i maternitat.

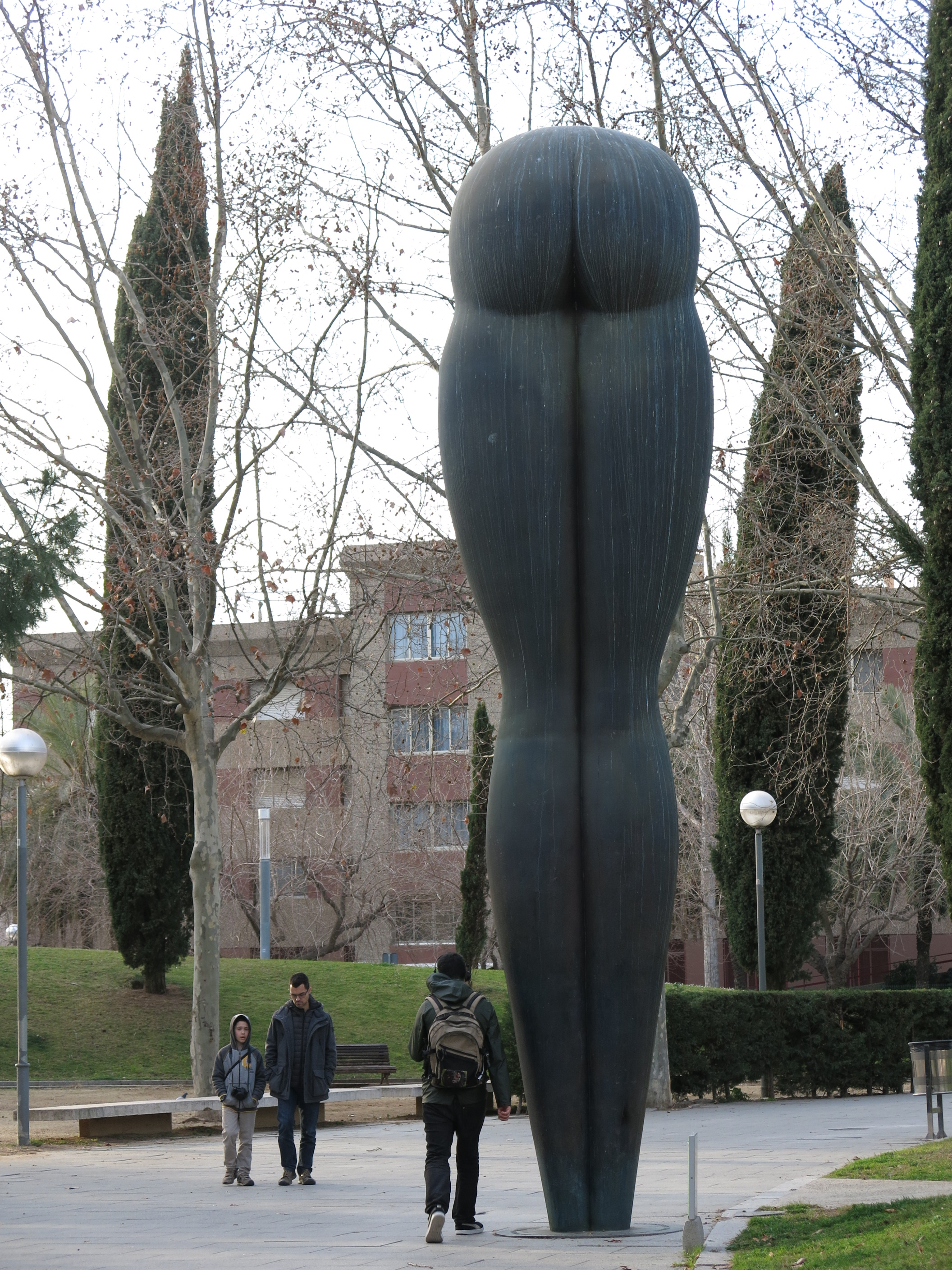
Homenatge a Santiago Roldán (1993), popularment coneguda com El cul (Parc de Carles I, Barcelona)

En la dècada dels 80 la temàtica canvia, la solitud de l'home modern, la figura del viatger errabund o la relació de l'artista amb la seva obra, són ara plasmades en el llenç utilitzant inquietants personatges, que són representacions del mateix artista, encara que amb indumentàries curioses (amb barret) i posicions sempre d'esquena a l'espectador.
En 1984 comença a treballar el bronze per realitzar les seves primer passos en l'escultura, i que va exposar a 1985 a la fira d'art contemporani ARCO. D'aquesta manera i amb el començament de la dècada dels 90, Eduardo Úrculo, va treballant amb més rellevància l'escultura que la pintura (la qual, per altra banda, no abandona mai). Per treballar utilitza normalment com a material el bronze fos, i el seu repertori s'omple de certes imatges molt representatives de la seva obra: cadires buides, maletes, paraigües, barrets, etc.
De les seves obres escultòriques, les més conegudes són les que passen a ser "escultures urbanes" de les ciutats que les encarreguen, com passa per exemple amb: "El viajero" (1991), a l'Estació d'Atocha de Madrid; "Homenatge a Santiago Roldán" (1993), al Parc de Carles I de la Vila Olímpica de Barcelona; "El regreso de Williams B. Arrensberg" (1993), a Oviedo, o "Exaltación de la manzana" (1996), al parc Ballina de Villaviciosa.
També en els seus últims anys de creació artística es va inclinar per la temàtica oriental, centrant el protagonisme la figura de la geisha, la qual no és representada nua, com en la seva època eròtica, sinó vestida del tradicional quimono, el qual s'utilitza com a pretext per projectar jocs compositius geomètrics i rítmics.
El 31 de març del 2003 pateix un atac de cor mortal, quan en companyia de la seva segona esposa, Victòria Hidalgo, assistia a un dinar a la Residència d'Estudiants de Madrid.
La crítica considera Eduardo Úrculo com l'impulsor del pop art a Espanya i un dels seus màxims representants, juntament amb el desaparegut Equip Crònica.

## Activitat artística

### Exposicions individuals
1957
Hogar del Productor, La Felguera, Astúries.
1958
Ateneu Jovellanos, Gijón, Astúries.
1959
Sala Cristamol, Oviedo.
Caixa d'Estalvis, Ronda, Màlaga.
1961
Institut d'Estudis Hispànics de Puerto de la Cruz, Tenerife Ateneu de la Llacuna, Tenerife.
Casino de Marbella, Màlaga.
Casino de la Felguera, Astúries.
Casa Municipal de Cultura d'Avilés, Astúries.
Sala Cristamol, Oviedo.
1963
Hotel Savoia, Gijón, Astúries.
Galeria Quixote, Madrid.
1964
Sala Cristamol, Oviedo.
Galeria Benedet, Oviedo.
1965
Galeria Quixote, Madrid.
1966
Galeria Quixote, Madrid.
Sala d'Exposicions de l'Obra Social i Cultural de la Caixa d'Estalvis d'Astúries, Oviedo, Gijón, Avilés i La Felguera.
1967
Galeria Kompagnistraede 20, Copenhaguen.
Galeria Benedet, Oviedo.
1968
Galeria Ivan Spence, Eivissa.
Sala d'Exposicions de l'Obra Social i Cultural de la Caixa d'Estalvis d'Astúries, Sama.
1969
Galeria V. Oertzen, Frankfurt.
Galeria Altamira, Gijón, Astúries.
Sala d'Exposicions de l'obra Social i Cultural de la Caixa d'Estalvis d'Astúries, Gijón.
Galeria Grisos, Bilbao.
1970
Galeria Noguera, Oviedo.
Galeria Ivan Spence, Eivissa.
Mueso Espanyol d'Art Contemporani, Madrid.
1971
Galeria Val i 30, València.
Galeria Tassili, Oviedo.
1972
Galeria Kreisler, Madrid.
1973
Galeria Veranneman, Brussel·les.
1974
Galeria Sen, Madrid.
1975
Galeria Tassili, Oviedo.
1976
Galeria Calidoscopi, Zamora.
1977
Galeria Multitud, Madrid.
1978
Galeria Rua, Santander.
Galeria Acte, Múrcia.
Galeria Tassili, Oviedo.
1979
Galeria Sen, Madrid.
1980
Galeria Leyendecker, Tenerife.
1982
Caixa d'Estalvis d'Astúries itinerant per Oviedo, Gijón, Avilés, Mieres, La Felguera i Sama.
Galeria Hidea, Santiago de Compostel·la.
1984
Galeria Alençon, Madrid.
1985
Casa Municipal de Cultura d'Avilés, Astúries Sala Muriel, Saragossa.
1986
Banc de Crèdit Industrial, Gijón.
1987
Galeria Sen, Madrid.
1990
Galeria Sen, Madrid.
1991
Fundació Caixa Galicia, La Corunya.
Galeria Tioda, Gijón.
Galeria Aritza, Bilbao.
Galeria Sen, Madrid.
1992
Galeria Tretze, Castelló.
Societat Econòmica d'Amics del País, Màlaga.
1993
Casa Municipal de Cultura, la Felguera, Astúries.
1994
Centre d'Art Modern Ciutat d'Oviedo.
Galeria 4. 17, Madrid.
Caixa Espanya, Zamora.
1995
Galeria Duero, Gijón, Astúries.
Galeria Sen, Madrid.
Galeria Aritza, Bilbao.
Col·legi Oficial d'Arquitectes d'Extremadura, Càceres.
1996
Galeria Rosalía Sender, València.
Sala Peixateria Vella, Ajuntament de Jerez.
1997
Institut Cervantes, París.
Centre Cultural de la Vila, Ajuntament de Madrid.
Caixa Pamplona, Pamplona.
1998
Caja San Fernando, Sevilla.
1999
Ciprus Art, Girona.
Galeria Metta, Madrid.
Galeria Rosalía Sender, València.
2000
Museu d'Art Contemporani de Caracas Sofia Imber, Caracas.
Fundació Marcelino Botín, Santander.
Galeria Teresa Quadrat, Valladolid.
2001
Centre Cultural Casa de Vacas, Madrid.
2002
Banc Saragossà, Saragossa.
Galeria Senda, Barcelona.
Galeria Metta, Madrid.
2003
Obra gràfica, Galeria Amaga, Avilés.
Kuala Lumpur, Malàisia (pòstuma).

### Exposicions col·lectives
1957.
Cambra Oficial de Comerç, Indústria, Navegació, Santander.
1958.
Cercle de Belles Arts, Madrid.
"Cinc Pintors d'Avui", (amb el Grup "La Strada"), Plaça de la Escandalera, Oviedo.
1959.
Confrontació de tres tendències, Galeria Raymond Duncan, París.
Saló de la "Societat Nacional de Belles Arts" Museu d'Art Modern de París.
Cercle del Liceu, Ḷḷuarca, Astúries.
1961.
"Exposició de pintures de Grans Mestres", Fonda Farina, Marbella. Màlaga.
1962.
"Testimonis de pintura Abstracta, 1928-1962", Cercle de Belles Arts de Santa Cruz de Tenerife.
Exposició d'Art psicopatològic, Cercle de Belles Arts de Santa Cruz de Tenerife.
1964.
Estampa Popular Espanyola, Galeria Epona, París.
1965.
Des de Goya fins demà. Galeria Edurne, Madrid.
Estampa Popular Espanyola, Librairie Pasteur, Bordeus.
1967.
Artistes Asturians, Casa Municipal de la Cultura, Avilés, Astúries.
Carl Van DerVoort Gallery, San Francisco, USA.
1968.
Galeria maig Eivissa.
1969.
Pintors Figuratius del Demà, (exposició itinerant), USA, Acrochage, Galeria Ivan Spence, Eivissa.
1970.
"Art basc avui", Sala Arteta, Santurtzi, Biscaia.
"7 Pintors", Galeria Sen, Madrid.
Cedisek, Art actual, Galeria Cedisek, Madrid.
Situació 70, Museu Provincial, Cadis.
Galeria lolas Velasco, Madrid.
1971.
Eros i l'Art actual a Espanya, Galeria Vandrés, Madrid.
I Mostra d'Arts Plàstiques de Barakaldo, Biscaia.
1972.
"L'Art d'Espanya sobre el paper: 70 anys d'avantguarda espanyola", (exposició itinerant per Bolívia, Xile, Colòmbia i Equador).
Homenatge a Josep-Lluís Sert. Col·legi Oficial d'Arquitectes de Canàries, Santa Cruz de Tenerife.
Amnistia que tracta d'Espanya, Sala Reale delle cariàtide, Mila.
Galeria Veranneman, Brussel·les.
Museu Internacional de la Resistència Salvador Allende.
Mercat Central, Saragossa.
La Paloma, Galeria Vandrés, Madrid.
1973.
Tres Pintors Asturians. Galeria Tassili, Oviedo.
Museu Van Bommel Van Dan Venlo, Galeria Veranneman, Brussel·les.
Pintura Espanyola Contemporània. Museu Kunstforenigen, Copenhaguen.
Man 73 Homenatge a Joan Miró, Barcelona.
II Mostra d'Arts Plàstiques de Baracaldo, Biscaia.
Homenatge a Picasso, Galeria Kreisler 2, Madrid.
Galeria Temps. València.
EN-ART 2. Sala d'Exposicions de l'Hotel Hort del Cura. Ajuntament d'Elx.
1974.
Homenatge a Siqueiros, Galeria Kreisler 2, Madrid.
Art Espanyol D'aujourd'hui, Sala d'Exposicions del Museu Royaux de Belles Arts de Brussel·les.
Fira Internacional d'Art de Basilea, Galeria Kreisler 2, Madrid.
44 artistes, Galeria Nartex, Barcelona.
Spanische Kunts Heute. Institut de Cultura Hispànica, Múnic.
1975.
Selecció de pintures de la III Biennal Ciutat de Zamora, Caixa d'Estalvis i Mont de Pietat, Salamanca.
1976.
Associació Asturiana de pintors i escultors, Galeria Tantra, Gijón, Astúries.
Galeria Tassili, Oviedo.
ARTEXPO 76, Barcelona, Galeria Sen, Madrid.
1977.
Pintura contemporània d'Espanya, l'Havana.
1978.
"Eros i el...", Galeria Skira, Madrid.
"7 + 8=Sen", Galeria Sen, Madrid.
"La pintura espanyola del segle XX", Museu d'Art Cathay Taipei. Formosa.
"Spanish Art Today", Niavaran Cultural Centre, Iran.
1977.
El nu per mestres contemporanis, Galeria Kreisler, Madrid.
Premi Càceres de Pintura. Diputació Provincial de Càceres.
1980.
"Pintura Asturiana", Caixa d'Estalvis d'Astúries (exposició itinerant).
Fons d'Art de l'Associació Canària d'Amics de l'Art Contemporani, Casa Colom, Las Palmas.
1981.
"30 pintors", Promocions de l'Art, Santander.
Els Insòlits, Galeria Alençon, Madrid.
Bodegons, Galeria Montenegro, Madrid.
"Panorama 81 de l'art asturià", Cercle de Belles Arts, Madrid.
1983.
Artistes Asturians presentats per Pedro Caravia, Caixa d'Estalvis d'Astúries (exposició itinerant per Oviedo, Gijón, Avilés, Mieres i La 
Felguera)
"Art Asturià d'avui", Museu Municipal de Mardrid.
"El nu en la pintura", Galeria Heller, Madrid.
1985.
ARC 85, Galeria Alençon, Madrid.
"... I en el principi va ser la poma", Caixa d'Astúries, Oviedo.
Eklekticos UIMP, Pavelló Mudèjar, Sevilla.
1986.
Galeria Sen, Madrid.
1987.
30 pintors, Promocions d'art, Santander.
Homenatge a les víctimes del franquisme, Centre Cultural de la Vila, Madrid
1988.
Exposició de la Col·lecció d'obra gràfica Art i Treball, Ministeri de Treball i Seguretat Social, Madrid.
"30 pintors", Promocions d'art, Santander.
1989.
ARC 89, Galeria Sen, Madrid
1990.
"Homenatge a Camilo José Cela", Galeria Club 24, Madrid.
"Mestres i figures de la pintura asturiana", Sala d'art Van Dyck, Gijón.
"Els toros vistos per 30 artistes", Museu de Belles Arts de Santander.
1991.
"30 pintors", Promocions d'Art, Santander.
ARC 91, Galeria Sen, Madrid.
"Quatre pintors", Galeria Vértice, Oviedo.
"Dibuixos i aquarel·les de deu pintors contemporanis", Sala Tioda, Gijón.
"Mestres i figures de la pintura asturiana", Sala d'Art van Dyck, Gijón.
Temps Moderns, Madrid.
"Col·lecció Testimoni 1991-1992", La Caixa, Sala Sant Jaume, Barcelona.
1992.
"Col·lecció Testimoni 1991-1992", La Caixa, Sala Sant Jaume, Barcelon.,
1993.
"Homenatge a Santiago", Museu de Pobo Gallec, Santiago de Compostel·la.
"Artistes per la Pau", Universitat d'Oviedo.
"L'Aire Iberia", (exposició itinerant per Nova York, Puerto Rico, Buenos Aires i Santo Domingo)
"L'objecte en l'art", Galeria Levy, Madrid.
"24 anys", Galeria Sen, Madrid.
1994.
ART MIAMI 94, Galeria 4.17, Madrid.
Pop Art, Fundació Caja Vital Kutxa, Sala Sant Prudencio, Vitòria.
Donacions d'Obra Gràfica de la Biblioteca Nacional, Madrid.
"Conca, una avantguarda i la seva època", Santa Cruz de Tenerife.
Comtemporacy Spanish Prints, Grafic Studio Dublin Gallery.
ESTAMPA 94, Blade 21, Madrid.
1995.
Centre Cultural Conde Duque, Madrid.
"Artistes amb Metges sense fronteres", Universitat d'Oviedo.
ESTAMPA 95, Blade 21, designis, Madrid.
Col·lecció d'Art Contemporani AENA Centre Cultural de la Vila, Madrid.
1996.
ARC 96, Galeria Sen, Madrid.
Galeria Rayuela, Madrid.
ESTAMPA 96, Blade 21, designis, Madrid.
Galeria Aritza, Bilbao.
Galeria Juan Gris, Madrid.
"Obra original sobre paper", Col·lecció Caixa Astúries, Oviedo.
1997.
"L'art i la premsa a les col·leccions espanyoles", Fundació Carlos de Amberes, Madrid.
Plàstica d'avantguardes en la col·lecció de Carlos Areán.
Casa de Galícia, Madrid.
Museu dels Àngels, Pretori romà Ajuntament de Tarragona.
ESTAMPA 97, designis, Madrid.
"Sis pintors contemporanis", Sala d'art Tioda, Gijón.
1998.
L'object vaig recrear, Centre Culturel Boris Vian, els Ulis, França.
"Memòria viva de l'art asturià", Centre d'Art Modern, Ciutat d'Oviedo.
Gli Angeli sopra Roma, Comenue di Roma.
II Triennal d'Art Gràfic, Centre Cultural Caixa d'Astúries, Palau Revillagigeda, Gijón.
ESTAMPA 98, designis, Madrid.
Col·lecció d'Art Contemporani AENA, Fundació Bancaixa, València.
Art Espanyol del segle XX a la Col·lecció Museu d'Art Contemporani de Caracas, Sofia Imber.
1999.
ARC 99, Col·lecció d'Art Contemporani AENA, Últimes adquisicions, Madrid.
Col·lecció Municipal d'Art Contemporani, Museu Municipal de Madrid, Centre Conde Duque, Madrid.
Col·lecció d'Art Contemporani AENA, Museu Municipal de Màlaga.
Col·lecció d'art Contemporani AENA, Palau Municipal de Congressos de la Corunya "Kiosco Alfonso", Estació Marítima, La Corunya.
Galeria 02:00 Coimbras, Braga, Portugal.
"Secrets del nu", Museu de la passió, Valladolid.
"Secrets del nu", Museu provincial de Jaén.
2000.
Arc 00, Galeria Metta, Madrid.
"Secrets del nu", Centre Cultural la General, Almeria.
Art Chicago 2000, Galeria Metta, Madrid.
"Bilbao vist per...", Galeria Aritza, Bilbao 2001.
PalmBeach'01, Galeria Metta, U.S.A. ARCO'01, Galeria Metta, Madrid.
Art Chicago'01, Galeria Metta, USA.
Galeria Cyprus.
"Sculptures au Palais Royal", Ministeri de Cultura i comunicació de França i Caja Madrid, París, França.
"Escultures al Retiro", Ajuntament de Madrid i Caja Madrid, Madrid.
"Vist i no Vist", Galeria Metta, Madrid FIAC'01, París, França.
2002.
ARCO'02, Galeria Metta, Madrid ArtChicago'02, EUA.
Galeria Metta, Madrid.
FIAC'02, Galeria Metta, París.
Copyright Metta, Galeria Metta, Madrid.
"Confluències 2002. L'escultura asturiana avui", Edifici Històric de la Universitat d'Oviedo.
2005.
Galeria Metta, Madrid (pòstuma)

### Obres Públiques

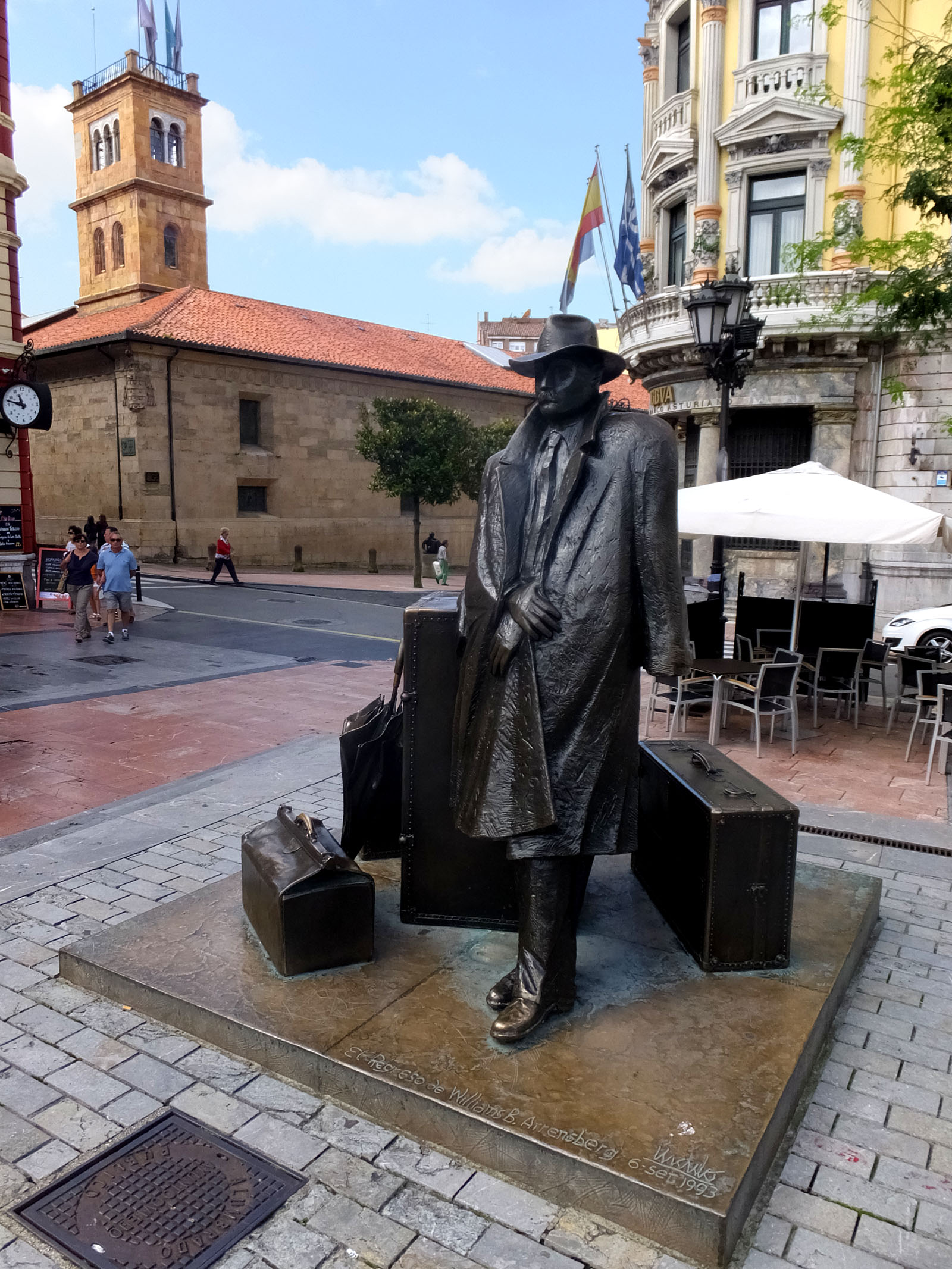
El regreso de Williams B. Arrensberg (1993), Oviedo

"El regreso de Williams B. Arrensberg", 1993, Plaça Porlier, Oviedo.
"Exaltación de la manzana", 1996, Parc Ballina, Villaviciosa, Astúries.
"Los libros que nos unen, homenaje a Emilio Alarcos", 1999, carrer Emilio Alarcos Llorach, Oviedo.
"Homenatge a Santiago Roldán", 1999, Parc de Carles V, Barcelona.
"Equipaje de ultramar", 2000, Port Rosari, Fuerteventura.
"Culis monumentalibus", 2001, Carrer Pelayo, Oviedo.
"Escultura", Museu d'Escultura a l'Aire Lliure d'Alcalá d'Henares.

### Escultures en altres llocs públics
"El Viajero", 1992, Estació d'Atocha, Madrid.

### Obres en Museus i altres institucions
Ajuntament d'Oviedo 
Ajuntament de Zamora 
Banco Herrero 
Biblioteca Nacional, Madrid 
Caixa d'Estalvis d'Astúries, Oviedo 
Caja San Fernando, Sevilla 
Col·lecció d'Art Contemporani AENA, Madrid 
Col·lecció d'Art Fundesco, Madrid 
Col·lecció d'Art Gràfic del Ministeri de Treball, Madrid 
Col·lecció Escultura Contemporània de RENFE, Madrid 
Col·lecció Testimoni, la Caixa. Barcelona 
Fundació Arxiu d'indians, Colombres, Astúries 
Fundació Camilo José Cela, Marquès d'Iria Flavia 
Fundació Pilar i Joan Miró, Palma
Fundació Juan March, Madrid 
Galleria Nazionale d'Art Modern, Roma 
Junta General del Principat d'Astúries, Oviedo 
Museu d'Art Contemporani ACA, Tenerife 
Museu d'Art Contemporani de Bogotà, Colòmbia 
Museu d'Art Contemporani de Vilafamés, Castelló 
Museu de Belles arts d'Astúries, Oviedo 
Museu del Dibuix "Castell de Larres" Osca 
Museu d'escultura a l'aire lliure, Alcalá de Henares, Madrid 
Museu del Gravat Espanyol Contemporani, Marbella, Màlaga 
Museu Internacional d'Art Contemporani de Lanzarote 
Museu Internacional de la Resistència Salvador Allende, Xile.
Museu Municipal, Madrid 
Museu Nacional de Bangladesh, Dhaka 
Museu Nacional Centre d'Art Reina Sofia, Madrid 
Museu Taurí, Madrid